# JD.com
JD.com (en chino: 京东商城), también conocida como Jingdong y anteriormente llamaba 360buy, es una empresa de comercio electrónico con sede central en Pekín. Es una de las grandes plataformas de venta al por menor (B2C) en China por volumen de negocios e ingresos, miembro del índice Fortune Global 500 y competidor directo de la web Tmall, parte del grupo Alibaba. Hasta marzo de 2017, contaba con 236,5 millones de cuentas de clientes activos.